# Алексино (Смоленский район)
Алексино — деревня в Смоленском районе Смоленской области России. Входит в состав Михновского сельского поселения. Население — 20 жителей (2010 год).
Расположена в западной части области в 2 км к юго-западу от Смоленска, в 1 км севернее автодороги А141 Орёл — Витебск. В 6 км севернее деревни расположена железнодорожная станция Дачная-1 на линии Смоленск — Витебск.

## История
В годы Великой Отечественной войны деревня была оккупирована гитлеровскими войсками в июле 1941 года, освобождена в сентябре 1943 года.